# Convocazioni per il campionato europeo maschile under 21 di calcio 2017

## Gruppo A

### Polonia
Commissario tecnico:  Marcin Dorna
| N. | Pos. | Giocatore             | Data nascita (età)          | Pres. | Reti | Squadra           |
| -- | ---- | --------------------- | --------------------------- | ----- | ---- | ----------------- |
| 1  | P    | Bartłomiej Drągowski  | 19 settembre 1997 (19 anni) | 3     | 0    | Fiorentina        |
| 2  | D    | Paweł Jaroszyński     | 2 agosto 1994 (22 anni)     | 9     | 1    | KS Cracovia       |
| 3  | D    | Krystian Bielik       | 4 gennaio 1998 (19 anni)    | 0     | 0    | Arsenal           |
| 4  | C    | Tomasz Kędziora       | 2 agosto 1994 (22 anni)     | 14    | 0    | Lech Poznań       |
| 5  | D    | Igor Łasicki          | 26 giugno 1995 (21 anni)    | 5     | 0    | Carpi             |
| 6  | D    | Jan Bednarek          | 12 aprile 1996 (21 anni)    | 5     | 0    | Lech Poznań       |
| 7  | C    | Karol Linetty         | 2 febbraio 1995 (22 anni)   | 5     | 0    | Sampdoria         |
| 8  | C    | Radosław Murawski     | 22 aprile 1994 (23 anni)    | 12    | 0    | Piast Gliwice     |
| 9  | A    | Mariusz Stępiński     | 12 maggio 1995 (22 anni)    | 15    | 8    | Nantes            |
| 10 | C    | Patryk Lipski         | 12 giugno 1994 (22 anni)    | 12    | 0    | Ruch Chorzów      |
| 11 | A    | Przemysław Frankowski | 6 marzo 1994 (23 anni)      | 9     | 0    | Jagiellonia       |
| 12 | P    | Jakub Wrąbel          | 8 giugno 1996 (20 anni)     | 7     | 0    | Olimpia Grudziądz |
| 13 | A    | Łukasz Moneta         | 13 maggio 1994 (23 anni)    | 6     | 1    | Ruch Chorzów      |
| 14 | A    | Dawid Kownacki        | 14 marzo 1997 (20 anni)     | 7     | 3    | Lech Poznań       |
| 15 | D    | Jarosław Jach         | 17 febbraio 1994 (23 anni)  | 11    | 1    | Zagłębie Lubin    |
| 16 | A    | Krzysztof Piątek      | 1º luglio 1995 (21 anni)    | 11    | 2    | KS Cracovia       |
| 17 | D    | Paweł Dawidowicz      | 20 maggio 1995 (22 anni)    | 9     | 0    | Bochum            |
| 18 | A    | Jarosław Niezgoda     | 15 marzo 1995 (22 anni)     | 2     | 1    | Ruch Chorzów      |
| 19 | C    | Bartosz Kapustka      | 23 dicembre 1996 (20 anni)  | 2     | 0    | Leicester City    |
| 20 | C    | Jarosław Kubicki      | 7 agosto 1995 (21 anni)     | 6     | 0    | Zagłębie Lubin    |
| 21 | A    | Adam Buksa            | 12 luglio 1996 (20 anni)    | 8     | 2    | Zagłębie Lubin    |
| 22 | P    | Max Stryjek           | 18 luglio 1996 (20 anni)    | 0     | 0    | Sunderland        |
| 23 | D    | Przemysław Szymiński  | 23 aprile 1994 (23 anni)    | 3     | 0    | Wisła Płock       |

### Slovacchia
Commissario tecnico:  Pavel Hapal
| N. | Pos. | Giocatore         | Data nascita (età)         | Pres. | Reti | Squadra             |
| -- | ---- | ----------------- | -------------------------- | ----- | ---- | ------------------- |
| 1  | P    | Adrián Chovan     | 8 ottobre 1995 (21 anni)   | 3     | 0    | AS Trenčín          |
| 2  | D    | Branislav Niňaj   | 17 maggio 1994 (23 anni)   | 3     | 0    | Lokeren             |
| 3  | D    | Milan Škriniar    | 11 febbraio 1995 (22 anni) | 3     | 0    | Sampdoria           |
| 4  | D    | Martin Valjent    | 11 dicembre 1995 (21 anni) | 2     | 1    | Ternana             |
| 5  | D    | Tomáš Huk         | 22 dicembre 1994 (22 anni) | 0     | 0    | DAC Dunajská Streda |
| 6  | C    | Stanislav Lobotka | 25 novembre 1994 (22 anni) | 3     | 0    | AS Trenčín          |
| 7  | C    | Jaroslav Mihalík  | 22 aprile 1994 (23 anni)   | 3     | 1    | KS Cracovia         |
| 8  | C    | Martin Chrien     | 8 settembre 1995 (21 anni) | 3     | 2    | Viktoria Plzeň      |
| 9  | A    | Tomáš Vestenický  | 6 aprile 1996 (21 anni)    | 0     | 0    | KS Cracovia         |
| 10 | C    | Albert Rusnák     | 7 luglio 1994 (22 anni)    | 3     | 0    | Real Salt Lake      |
| 11 | C    | Nikolas Špalek    | 12 febbraio 1997 (20 anni) | 0     | 0    | Žilina              |
| 12 | P    | Marek Rodák       | 13 dicembre 1996 (20 anni) | 0     | 0    | Accrington Stanley  |
| 13 | D    | Ľubomír Šatka     | 2 dicembre 1995 (21 anni)  | 1     | 1    | DAC Dunajská Streda |
| 14 | D    | Róbert Mazáň      | 9 febbraio 1994 (23 anni)  | 3     | 0    | Žilina              |
| 15 | A    | Adam Zreľák       | 5 maggio 1994 (23 anni)    | 3     | 0    | Jablonec            |
| 16 | D    | Lukáš Skovajsa    | 27 marzo 1994 (23 anni)    | 0     | 0    | AS Trenčín          |
| 17 | C    | Lukáš Haraslín    | 26 maggio 1996 (21 anni)   | 3     | 0    | Lechia Danzica      |
| 18 | A    | Pavol Šafranko    | 16 novembre 1994 (22 anni) | 3     | 1    | DAC Dunajská Streda |
| 19 | D    | Denis Vavro       | 11 giugno 1994 (23 anni)   | 0     | 0    | Žilina              |
| 20 | C    | Miroslav Káčer    | 2 febbraio 1996 (21 anni)  | 0     | 0    | Žilina              |
| 21 | C    | Matúš Bero        | 6 settembre 1995 (21 anni) | 3     | 0    | Trabzonspor         |
| 22 | C    | László Bénes      | 9 settembre 1997 (19 anni) | 3     | 0    | Borussia M'gladbach |
| 23 | P    | Adam Jakubech     | 2 gennaio 1997 (20 anni)   | 0     | 0    | Spartak Trnava      |

### Svezia
Commissario tecnico:  Håkan Ericson
| N. | Pos. | Giocatore          | Data nascita (età)         | Pres. | Reti | Squadra          |
| -- | ---- | ------------------ | -------------------------- | ----- | ---- | ---------------- |
| 1  | P    | Tim Erlandsson     | 25 dicembre 1996 (20 anni) | 6     | 0    | AFC Eskilstuna   |
| 2  | D    | Linus Wahlqvist    | 11 novembre 1996 (20 anni) | 15    | 1    | IFK Norrköping   |
| 3  | D    | Jacob Une Larsson  | 8 aprile 1994 (23 anni)    | 10    | 1    | Djurgården       |
| 4  | D    | Joakim Nilsson     | 6 febbraio 1994 (23 anni)  | 10    | 0    | Elfsborg         |
| 5  | D    | Adam Lundqvist     | 20 marzo 1994 (23 anni)    | 14    | 0    | Elfsborg         |
| 6  | C    | Simon Tibbling     | 7 settembre 1994 (22 anni) | 30    | 2    | Groningen        |
| 7  | C    | Alexander Fransson | 2 aprile 1994 (23 anni)    | 14    | 1    | Basilea          |
| 8  | C    | Kristoffer Olsson  | 30 giugno 1995 (21 anni)   | 23    | 6    | AIK              |
| 9  | A    | Muamer Tanković    | 22 febbraio 1995 (22 anni) | 19    | 3    | AZ Alkmaar       |
| 10 | A    | Carlos Strandberg  | 14 aprile 1996 (21 anni)   | 10    | 5    | Westerlo         |
| 11 | A    | Gustav Engvall     | 2 aprile 1996 (21 anni)    | 12    | 3    | Djurgården       |
| 12 | P    | Anton Cajtoft      | 13 febbraio 1994 (23 anni) | 8     | 0    | Jönköpings Södra |
| 13 | D    | Isak Ssewankambo   | 27 febbraio 1996 (21 anni) | 10    | 0    | Molde            |
| 14 | D    | Filip Dagerstål    | 1º febbraio 1997 (20 anni) | 6     | 1    | IFK Norrköping   |
| 15 | D    | Franz Brorsson     | 30 gennaio 1996 (21 anni)  | 3     | 0    | Malmö FF         |
| 16 | C    | Melker Hallberg    | 20 ottobre 1995 (21 anni)  | 17    | 2    | Kalmar           |
| 17 | C    | Kerim Mrabti       | 20 maggio 1994 (23 anni)   | 13    | 5    | Djurgården       |
| 18 | A    | Paweł Cibicki      | 9 gennaio 1994 (23 anni)   | 6     | 1    | Malmö FF         |
| 19 | C    | Niclas Eliasson    | 7 dicembre 1995 (21 anni)  | 0     | 0    | IFK Norrköping   |
| 20 | D    | Egzon Binaku       | 27 agosto 1995 (21 anni)   | 0     | 0    | Häcken           |
| 21 | A    | Joel Asoro         | 27 aprile 1999 (18 anni)   | 3     | 1    | Sunderland       |
| 22 | C    | Amin Affane        | 21 gennaio 1994 (23 anni)  | 0     | 0    | AIK              |
| 23 | P    | Pontus Dahlberg    | 21 gennaio 1999 (18 anni)  | 1     | 0    | IFK Göteborg     |

### Inghilterra
Commissario tecnico:  Aidy Boothroyd
| N. | Pos. | Giocatore          | Data nascita (età)          | Pres. | Reti | Squadra           |
| -- | ---- | ------------------ | --------------------------- | ----- | ---- | ----------------- |
| 1  | P    | Jordan Pickford    | 7 marzo 1994 (23 anni)      | 9     | 0    | Sunderland        |
| 2  | D    | Mason Holgate      | 22 agosto 1996 (20 anni)    | 1     | 0    | Everton           |
| 3  | D    | Ben Chilwell       | 21 dicembre 1996 (20 anni)  | 2     | 0    | Huddersfield Town |
| 4  | C    | Nathaniel Chalobah | 12 dicembre 1994 (22 anni)  | 36    | 1    | Chelsea           |
| 5  | D    | Calum Chambers     | 20 gennaio 1995 (22 anni)   | 17    | 0    | Arsenal           |
| 6  | D    | Jack Stephens      | 27 gennaio 1994 (23 anni)   | 7     | 1    | Coventry City     |
| 7  | C    | Demarai Gray       | 28 giugno 1996 (20 anni)    | 4     | 2    | Leicester City    |
| 8  | C    | James Ward-Prowse  | 1º novembre 1994 (22 anni)  | 27    | 6    | Southampton       |
| 9  | A    | Tammy Abraham      | 2 ottobre 1997 (19 anni)    | 4     | 2    | Bristol City      |
| 10 | C    | Lewis Baker        | 25 aprile 1995 (22 anni)    | 13    | 7    | Vitesse           |
| 11 | C    | Nathan Redmond     | 6 marzo 1994 (23 anni)      | 34    | 9    | Southampton       |
| 12 | D    | Matt Targett       | 8 settembre 1995 (21 anni)  | 12    | 0    | Southampton       |
| 13 | P    | Angus Gunn         | 22 gennaio 1996 (21 anni)   | 4     | 0    | Manchester City   |
| 14 | A    | Jacob Murphy       | 24 febbraio 1995 (22 anni)  | 2     | 0    | Norwich City      |
| 15 | C    | John Swift         | 23 giugno 1995 (21 anni)    | 8     | 1    | Reading           |
| 16 | D    | Rob Holding        | 20 settembre 1995 (21 anni) | 4     | 0    | Arsenal           |
| 17 | D    | Kortney Hause      | 16 giugno 1995 (21 anni)    | 8     | 0    | Wolverhampton     |
| 18 | D    | Dominic Iorfa      | 24 giugno 1995 (21 anni)    | 11    | 0    | Wolverhampton     |
| 19 | C    | Will Hughes        | 7 aprile 1995 (22 anni)     | 19    | 2    | Derby County      |
| 20 | C    | Jack Grealish      | 10 settembre 1995 (21 anni) | 6     | 2    | Aston Villa       |
| 21 | P    | Jonathan Mitchell  | 24 novembre 1994 (22 anni)  | 1     | 0    | Derby County      |
| 22 | A    | Cauley Woodrow     | 2 dicembre 1994 (22 anni)   | 7     | 2    | Burton Albion     |
| 23 | D    | Alfie Mawson       | 19 gennaio 1994 (23 anni)   | 1     | 0    | Swansea City      |

## Gruppo B

### Portogallo
Commissario tecnico:  Rui Jorge
| N. | Pos. | Giocatore          | Data nascita (età)          | Pres. | Reti | Squadra             |
| -- | ---- | ------------------ | --------------------------- | ----- | ---- | ------------------- |
| 1  | P    | Bruno Varela       | 4 novembre 1994 (22 anni)   | 11    | 0    | Vitória Setúbal     |
| 2  | D    | João Cancelo       | 27 maggio 1994 (23 anni)    | 8     | 1    | Valencia            |
| 3  | D    | Edgar Ié           | 1º maggio 1994 (23 anni)    | 9     | 1    | Belenenses          |
| 4  | D    | Tobias Figueiredo  | 2 febbraio 1994 (23 anni)   | 10    | 1    | Sporting Lisbona    |
| 5  | D    | Rúben Semedo       | 1º maggio 1995 (22 anni)    | 8     | 3    | Sporting Lisbona    |
| 6  | C    | Rúben Neves        | 13 marzo 1997 (20 anni)     | 11    | 3    | Porto               |
| 7  | C    | Daniel Podence     | 21 agosto 1995 (21 anni)    | 4     | 2    | Sporting Lisbona    |
| 8  | C    | Francisco Geraldes | 18 aprile 1995 (22 anni)    | 2     | 0    | Sporting Lisbona    |
| 9  | A    | Gonçalo Paciência  | 1º agosto 1994 (22 anni)    | 13    | 5    | Rio Ave             |
| 10 | C    | Bruno Fernandes    | 8 settembre 1994 (22 anni)  | 13    | 7    | Sampdoria           |
| 11 | A    | Iuri Medeiros      | 10 luglio 1994 (22 anni)    | 13    | 0    | Boavista            |
| 12 | P    | Miguel Silva       | 7 aprile 1995 (22 anni)     | 2     | 0    | Vitória Guimarães   |
| 13 | C    | Kévin Rodrigues    | 5 marzo 1994 (23 anni)      | 2     | 0    | Real Sociedad B     |
| 14 | D    | Pedro Rebocho      | 23 gennaio 1995 (22 anni)   | 4     | 0    | Moreirense          |
| 15 | D    | Fernando Fonseca   | 14 marzo 1997 (20 anni)     | 7     | 0    | Porto               |
| 16 | C    | Renato Sanches     | 18 agosto 1997 (19 anni)    | 0     | 0    | Bayern Monaco       |
| 17 | C    | Francisco Ramos    | 10 aprile 1995 (22 anni)    | 5     | 0    | Porto B             |
| 18 | A    | Gonçalo Guedes     | 29 novembre 1996 (20 anni)  | 9     | 3    | Paris Saint-Germain |
| 19 | A    | Diogo Jota         | 4 dicembre 1996 (20 anni)   | 6     | 1    | Porto               |
| 20 | C    | Bruma              | 24 ottobre 1994 (22 anni)   | 7     | 2    | Galatasaray         |
| 21 | A    | Ricardo Horta      | 15 settembre 1994 (22 anni) | 11    | 4    | Braga               |
| 22 | P    | Joel Pereira       | 28 giugno 1996 (20 anni)    | 3     | -2   | Manchester Utd      |
| 23 | D    | João Carvalho      | 9 marzo 1997 (20 anni)      | 7     | 2    | Vitória Setúbal     |

### Serbia
Commissario tecnico:  Nenad Lalatović
| N. | Pos. | Giocatore              | Data nascita (età)          | Pres. | Reti | Squadra               |
| -- | ---- | ---------------------- | --------------------------- | ----- | ---- | --------------------- |
| 1  | P    | Filip Manojlović       | 25 aprile 1996 (21 anni)    | 1     | 0    | Stella Rossa          |
| 2  | D    | Milan Gajić            | 28 gennaio 1996 (21 anni)   | 16    | 1    | Bordeaux              |
| 3  | D    | Nemanja Antonov        | 6 maggio 1995 (22 anni)     | 11    | 0    | Grasshoppers          |
| 4  | D    | Nikola Milenković      | 12 agosto 1997 (19 anni)    | 1     | 0    | Partizan              |
| 5  | D    | Miloš Veljković        | 26 settembre 1995 (21 anni) | 8     | 0    | Werder Brema          |
| 6  | D    | Radovan Pankov         | 5 agosto 1995 (21 anni)     | 0     | 0    | Ural                  |
| 7  | A    | Ognjen Ožegović        | 9 giugno 1994 (22 anni)     | 11    | 6    | Čukarički             |
| 8  | C    | Nemanja Maksimović     | 26 gennaio 1995 (22 anni)   | 8     | 0    | Astana                |
| 9  | A    | Uroš Đurđević          | 2 marzo 1994 (23 anni)      | 26    | 15   | Partizan              |
| 10 | C    | Mijat Gaćinović        | 8 febbraio 1995 (22 anni)   | 9     | 2    | Eintracht Francoforte |
| 11 | A    | Aleksandar Čavrić      | 18 maggio 1994 (23 anni)    | 21    | 2    | Slovan Bratislava     |
| 12 | P    | Đorđe Nikolić          | 13 aprile 1997 (20 anni)    | 1     | 0    | Basilea               |
| 13 | D    | Miroslav Bogosavac     | 14 ottobre 1996 (20 anni)   | 0     | 0    | Čukarički             |
| 14 | D    | Vukašin Jovanović      | 17 maggio 1996 (21 anni)    | 10    | 0    | Bordeaux              |
| 15 | D    | Aleksandar Filipović   | 20 dicembre 1994 (22 anni)  | 5     | 0    | Voždovac              |
| 16 | C    | Marko Grujić           | 13 aprile 1996 (21 anni)    | 5     | 0    | Liverpool             |
| 17 | C    | Andrija Živković       | 11 luglio 1996 (20 anni)    | 8     | 0    | Benfica               |
| 18 | C    | Dejan Meleg            | 1º ottobre 1994 (22 anni)   | 4     | 0    | Vojvodina             |
| 19 | C    | Saša Lukić             | 13 agosto 1996 (20 anni)    | 9     | 1    | Torino                |
| 20 | C    | Mihailo Ristić         | 30 agosto 1995 (21 anni)    | 4     | 1    | Stella Rossa          |
| 21 | A    | Nemanja Radonjić       | 15 febbraio 1996 (21 anni)  | 1     | 0    | Čukarički             |
| 22 | C    | Srđan Plavšić          | 3 dicembre 1995 (21 anni)   | 5     | 0    | Stella Rossa          |
| 23 | P    | Vanja Milinković-Savić | 20 febbraio 1997 (20 anni)  | 7     | 0    | Lechia Danzica        |

### Spagna
Commissario tecnico:  Albert Celades
| N. | Pos. | Giocatore          | Data nascita (età)          | Pres. | Reti | Squadra               |
| -- | ---- | ------------------ | --------------------------- | ----- | ---- | --------------------- |
| 1  | P    | Kepa Arrizabalaga  | 3 ottobre 1994 (22 anni)    | 18    | 0    | Athletic Bilbao       |
| 2  | D    | Héctor Bellerín    | 19 marzo 1995 (22 anni)     | 10    | 0    | Arsenal               |
| 3  | D    | José Gayà          | 25 maggio 1995 (22 anni)    | 12    | 1    | Valencia              |
| 4  | D    | Jorge Meré         | 17 aprile 1997 (20 anni)    | 12    | 1    | Sporting Gijón        |
| 5  | D    | Jesús Vallejo      | 5 gennaio 1997 (20 anni)    | 7     | 0    | Eintracht Francoforte |
| 6  | C    | Dani Ceballos      | 7 agosto 1996 (20 anni)     | 13    | 2    | Betis                 |
| 7  | A    | Gerard Deulofeu    | 13 marzo 1994 (23 anni)     | 32    | 16   | Milan                 |
| 8  | C    | Saúl Ñíguez        | 21 novembre 1994 (22 anni)  | 21    | 4    | Atlético Madrid       |
| 9  | A    | Borja Mayoral      | 5 aprile 1997 (20 anni)     | 9     | 2    | Wolfsburg             |
| 10 | C    | Denis Suárez       | 6 gennaio 1994 (23 anni)    | 17    | 3    | Barcellona            |
| 11 | C    | Marco Asensio      | 21 gennaio 1996 (21 anni)   | 14    | 4    | Real Madrid           |
| 12 | A    | Sandro Ramírez     | 9 giugno 1995 (21 anni)     | 3     | 0    | Malaga                |
| 13 | P    | Rubén Blanco       | 13 dicembre 1994 (22 anni)  | 4     | 0    | Celta Vigo            |
| 14 | C    | Mikel Merino       | 22 giugno 1996 (20 anni)    | 5     | 1    | Borussia Dortmund     |
| 15 | A    | Iñaki Williams     | 15 giugno 1994 (22 anni)    | 12    | 2    | Athletic Bilbao       |
| 16 | P    | Pau López          | 13 dicembre 1994 (22 anni)  | 4     | 0    | Tottenham             |
| 17 | D    | Álvaro Odriozola   | 14 dicembre 1995 (21 anni)  | 2     | 0    | Real Sociedad         |
| 18 | A    | Mikel Oyarzabal    | 21 aprile 1997 (20 anni)    | 0     | 0    | Real Sociedad         |
| 19 | D    | Jonny Castro       | 3 marzo 1994 (23 anni)      | 15    | 0    | Celta Vigo            |
| 20 | C    | Carlos Soler       | 2 gennaio 1997 (20 anni)    | 0     | 0    | Valencia              |
| 21 | D    | Alejandro Grimaldo | 20 settembre 1995 (21 anni) | 2     | 0    | Benfica               |
| 22 | C    | Marcos Llorente    | 30 gennaio 1995 (22 anni)   | 5     | 0    | Alavés                |
| 23 | D    | Yeray Álvarez      | 24 gennaio 1994 (23 anni)   | 2     | 0    | Athletic Bilbao       |

### Macedonia
Commissario tecnico:  Blagoja Milevski
| N. | Pos. | Giocatore          | Data nascita (età)          | Pres. | Reti | Squadra            |
| -- | ---- | ------------------ | --------------------------- | ----- | ---- | ------------------ |
| 1  | P    | Igor Aleksovski    | 24 febbraio 1995 (22 anni)  | 11    | 0    | Vardar             |
| 2  | C    | Elif Elmas         | 27 settembre 1999 (17 anni) | 3     | 1    | Rabotnički         |
| 3  | D    | Jovan Popzlatanov  | 6 luglio 1996 (20 anni)     | 3     | 0    | Pelister           |
| 4  | D    | Visar Musliu       | 13 novembre 1994 (22 anni)  | 11    | 0    | Vardar             |
| 5  | D    | Gjoko Zajkov       | 10 febbraio 1995 (22 anni)  | 21    | 1    | Charleroi          |
| 6  | D    | Aleksa Amanović    | 24 ottobre 1996 (20 anni)   | 3     | 0    | Javor Ivanjica     |
| 7  | C    | Enis Bardhi        | 2 luglio 1995 (21 anni)     | 11    | 2    | Újpest             |
| 8  | C    | Boban Nikolov      | 28 luglio 1994 (22 anni)    | 21    | 2    | Vardar             |
| 9  | A    | Marjan Radeski     | 10 febbraio 1995 (22 anni)  | 18    | 4    | Škendija           |
| 10 | C    | David Babunski     | 1º marzo 1994 (23 anni)     | 24    | 5    | Yokohama F·Marinos |
| 11 | C    | Daniel Avramovski  | 20 febbraio 1995 (22 anni)  | 14    | 0    | Olimpia Lubiana    |
| 12 | P    | Damjan Shishkovski | 18 marzo 1995 (22 anni)     | 6     | 0    | Rabotnički         |
| 13 | P    | Filip Ilikj        | 26 gennaio 1997 (20 anni)   | 0     | 0    | Ganjasar           |
| 14 | D    | Darko Velkoski     | 21 giugno 1995 (21 anni)    | 20    | 2    | Vardar             |
| 15 | D    | Egzon Bejtullai    | 7 gennaio 1994 (23 anni)    | 6     | 0    | Škendija           |
| 16 | A    | Petar Petkovski    | 3 gennaio 1997 (20 anni)    | 5     | 1    | Vardar             |
| 17 | C    | Kire Markoski      | 20 maggio 1995 (22 anni)    | 13    | 5    | Rabotnički         |
| 18 | A    | Viktor Angelov     | 27 marzo 1994 (23 anni)     | 13    | 3    | Újpest             |
| 19 | D    | Besir Demiri       | 1º agosto 1994 (22 anni)    | 14    | 1    | Vardar             |
| 20 | C    | Tihomir Kostadinov | 4 marzo 1996 (21 anni)      | 10    | 0    | ViOn Z.M.          |
| 21 | D    | Mevlan Murati      | 5 marzo 1994 (23 anni)      | 10    | 0    | Škendija           |
| 22 | C    | Nikola Gjorgjev    | 22 agosto 1997 (19 anni)    | 2     | 0    | Grasshoppers       |
| 23 | A    | Filip Pivkovski    | 31 gennaio 1994 (23 anni)   | 10    | 1    | Landskrona BoIS    |

## Gruppo C

### Germania
Commissario tecnico:  Stefan Kuntz
| N. | Pos. | Giocatore            | Data nascita (età)          | Pres. | Reti | Squadra             |
| -- | ---- | -------------------- | --------------------------- | ----- | ---- | ------------------- |
| 1  | P    | Marvin Schwäbe       | 25 aprile 1995 (22 anni)    | 4     | -3   | Dinamo Dresda       |
| 2  | D    | Jeremy Toljan        | 8 agosto 1994 (22 anni)     | 13    | 1    | Hoffenheim          |
| 3  | C    | Yannick Gerhardt     | 13 marzo 1994 (23 anni)     | 12    | 0    | Wolfsburg           |
| 4  | D    | Jonathan Tah         | 11 febbraio 1996 (21 anni)  | 4     | 0    | Bayer Leverkusen    |
| 5  | D    | Niklas Stark         | 14 aprile 1995 (22 anni)    | 15    | 2    | Hertha Berlino      |
| 6  | D    | Gideon Jung          | 12 settembre 1994 (22 anni) | 1     | 0    | Amburgo             |
| 7  | C    | Max Meyer            | 18 settembre 1995 (21 anni) | 19    | 6    | Schalke 04          |
| 8  | C    | Mahmoud Dahoud       | 1º gennaio 1996 (21 anni)   | 6     | 0    | Borussia M'gladbach |
| 9  | A    | Davie Selke          | 20 gennaio 1995 (22 anni)   | 11    | 7    | RB Lipsia           |
| 10 | C    | Maximilian Arnold    | 27 maggio 1994 (23 anni)    | 18    | 5    | Wolfsburg           |
| 11 | A    | Serge Gnabry         | 14 giugno 1995 (21 anni)    | 10    | 2    | Werder Brema        |
| 12 | P    | Julian Pollersbeck   | 16 agosto 1994 (22 anni)    | 2     | 0    | Kaiserslautern      |
| 13 | A    | Felix Platte         | 11 febbraio 1996 (21 anni)  | 0     | 0    | Darmstadt           |
| 14 | D    | Lukas Klünter        | 2 luglio 1994 (22 anni)     | 5     | 0    | Colonia             |
| 15 | D    | Marc-Oliver Kempf    | 26 maggio 1995 (22 anni)    | 2     | 0    | Friburgo            |
| 16 | D    | Thilo Kehrer         | 21 settembre 1996 (20 anni) | 2     | 0    | Schalke 04          |
| 17 | C    | Mitchell Weiser      | 21 aprile 1994 (23 anni)    | 8     | 0    | Hertha Berlino      |
| 18 | C    | Nadiem Amiri         | 27 ottobre 1996 (20 anni)   | 7     | 1    | Hoffenheim          |
| 19 | C    | Janik Haberer        | 2 aprile 1994 (23 anni)     | 6     | 1    | Friburgo            |
| 20 | C    | Levin Öztunali       | 15 marzo 1996 (21 anni)     | 12    | 3    | Magonza             |
| 21 | C    | Dominik Kohr         | 31 gennaio 1994 (23 anni)   | 2     | 0    | Augusta             |
| 22 | A    | Maximilian Philipp   | 1º marzo 1994 (23 anni)     | 6     | 0    | Friburgo            |
| 23 | P    | Odisseas Vlachodimos | 26 aprile 1994 (23 anni)    | 1     | 0    | Panathīnaïkos       |

### Rep. Ceca
Commissario tecnico:  Vítězslav Lavička
| N. | Pos. | Giocatore         | Data nascita (età)          | Pres. | Reti | Squadra            |
| -- | ---- | ----------------- | --------------------------- | ----- | ---- | ------------------ |
| 1  | P    | Luděk Vejmola     | 3 novembre 1994 (22 anni)   | 2     | 0    | Mladá Boleslav     |
| 2  | D    | Stefan Simič      | 20 gennaio 1995 (22 anni)   | 5     | 0    | R.E. Mouscron      |
| 3  | D    | Aleš Matějů       | 3 giugno 1996 (21 anni)     | 9     | 1    | Viktoria Plzeň     |
| 4  | C    | Michal Sáček      | 19 settembre 1996 (20 anni) | 2     | 0    | Sparta Praga       |
| 5  | C    | Tomáš Souček      | 27 febbraio 1995 (22 anni)  | 9     | 2    | Slovan Liberec     |
| 6  | D    | Michal Lüftner    | 14 marzo 1994 (23 anni)     | 15    | 0    | Slavia Praga       |
| 7  | A    | Lukáš Juliš       | 2 dicembre 1994 (22 anni)   | 3     | 1    | Sparta Praga       |
| 8  | C    | Antonín Barák     | 3 dicembre 1994 (22 anni)   | 6     | 1    | Slavia Praga       |
| 9  | A    | Tomáš Chorý       | 26 gennaio 1995 (22 anni)   | 2     | 0    | Sigma Olomouc      |
| 10 | C    | Michal Trávník    | 17 maggio 1994 (23 anni)    | 24    | 2    | Jablonec           |
| 11 | C    | Jakub Jankto      | 19 gennaio 1996 (21 anni)   | 4     | 3    | Udinese            |
| 12 | C    | Michal Hubínek    | 10 novembre 1994 (22 anni)  | 4     | 0    | Bohemians 1905     |
| 14 | A    | Patrik Schick     | 24 gennaio 1996 (21 anni)   | 9     | 10   | Sampdoria          |
| 15 | D    | Patrizio Stronati | 17 novembre 1994 (22 anni)  | 3     | 0    | Mladá Boleslav     |
| 16 | P    | Lukáš Zima        | 9 gennaio 1994 (23 anni)    | 10    | -11  | Genoa              |
| 17 | C    | Václav Černý      | 17 ottobre 1997 (19 anni)   | 10    | 7    | Ajax               |
| 18 | C    | Petr Ševčík       | 4 maggio 1994 (23 anni)     | 1     | 0    | Slovan Liberec     |
| 19 | D    | Milan Havel       | 7 agosto 1994 (22 anni)     | 8     | 1    | Bohemians 1905     |
| 20 | C    | Martin Hašek      | 3 ottobre 1995 (21 anni)    | 2     | 1    | Bohemians 1905     |
| 21 | D    | Daniel Holzer     | 18 agosto 1995 (21 anni)    | 7     | 0    | Sparta Praga       |
| 22 | D    | Filip Kaša        | 1º gennaio 1994 (23 anni)   | 3     | 0    | Baník Ostrava      |
| 23 | P    | Patrik Macej      | 1º giugno 1994 (23 anni)    | 1     | 0    | Zemplín Michalovce |

### Danimarca
Commissario tecnico:  Niels Frederiksen
| N. | Pos. | Giocatore                | Data nascita (età)          | Pres. | Reti | Squadra        |
| -- | ---- | ------------------------ | --------------------------- | ----- | ---- | -------------- |
| 1  | P    | Jeppe Højbjerg           | 30 aprile 1995 (22 anni)    | 16    | 0    | Esbjerg        |
| 2  | D    | Frederik Holst           | 2 settembre 1994 (22 anni)  | 20    | 0    | Brøndby        |
| 3  | D    | Andreas Maxsø            | 18 marzo 1994 (23 anni)     | 17    | 0    | Nordsjælland   |
| 4  | D    | Patrick Banggaard        | 4 aprile 1994 (23 anni)     | 22    | 2    | Darmstadt      |
| 5  | D    | Jakob Blåbjerg           | 11 gennaio 1995 (22 anni)   | 17    | 0    | Aalborg        |
| 6  | C    | Christian Nørgaard       | 10 marzo 1994 (23 anni)     | 24    | 1    | Brøndby        |
| 7  | C    | Andrew Hjulsager         | 15 gennaio 1995 (22 anni)   | 23    | 4    | Celta Vigo     |
| 8  | C    | Lasse Vigen Christensen  | 15 agosto 1994 (22 anni)    | 35    | 5    | Fulham         |
| 9  | A    | Marcus Ingvartsen        | 4 gennaio 1996 (21 anni)    | 9     | 8    | Nordsjælland   |
| 10 | A    | Lucas Qvistorff Andersen | 16 febbraio 1994 (23 anni)  | 27    | 5    | Zurigo         |
| 11 | A    | Kenneth Zohore           | 31 gennaio 1994 (23 anni)   | 17    | 6    | Cardiff City   |
| 12 | D    | Rasmus Nissen            | 11 giugno 1997 (19 anni)    | 7     | 1    | Midtjylland    |
| 13 | D    | Joachim Andersen         | 31 maggio 1996 (21 anni)    | 4     | 0    | Twente         |
| 14 | C    | Casper Nielsen           | 29 aprile 1994 (23 anni)    | 18    | 4    | Odense         |
| 15 | D    | Mads Pedersen            | 1º settembre 1996 (20 anni) | 4     | 0    | Nordsjælland   |
| 16 | P    | Thomas Hagelskjær        | 4 febbraio 1995 (22 anni)   | 5     | 0    | Aarhus         |
| 17 | C    | Mathias Jensen           | 1º gennaio 1996 (21 anni)   | 1     | 0    | Nordsjælland   |
| 18 | C    | Emiliano Marcondes       | 9 marzo 1995 (22 anni)      | 14    | 2    | Nordsjælland   |
| 19 | C    | Frederik Børsting        | 13 febbraio 1995 (22 anni)  | 17    | 2    | Aalborg        |
| 20 | D    | Jacob Rasmussen          | 2 maggio 1997 (20 anni)     | 1     | 0    | Rosenborg      |
| 21 | A    | Kasper Junker            | 5 marzo 1994 (23 anni)      | 4     | 0    | Aarhus         |
| 22 | P    | Daniel Iversen           | 1º luglio 1997 (19 anni)    | 0     | 0    | Leicester City |
| 23 | D    | Mikkel Duelund           | 29 giugno 1997 (19 anni)    | 5     | 1    | Midtjylland    |

### Italia
Commissario tecnico:  Luigi Di Biagio
| N. | Pos. | Giocatore             | Data nascita (età)         | Pres. | Reti | Squadra    |
| -- | ---- | --------------------- | -------------------------- | ----- | ---- | ---------- |
| 1  | P    | Gianluigi Donnarumma  | 25 febbraio 1999 (18 anni) | 3     | -1   | Milan      |
| 2  | D    | Davide Calabria       | 6 dicembre 1996 (20 anni)  | 5     | 0    | Milan      |
| 3  | D    | Antonio Barreca       | 18 marzo 1995 (22 anni)    | 10    | 0    | Torino     |
| 4  | D    | Daniele Rugani        | 29 luglio 1994 (22 anni)   | 15    | 2    | Juventus   |
| 5  | C    | Danilo Cataldi        | 6 agosto 1994 (22 anni)    | 19    | 2    | Genoa      |
| 6  | C    | Lorenzo Pellegrini    | 19 giugno 1996 (20 anni)   | 7     | 3    | Sassuolo   |
| 7  | A    | Domenico Berardi      | 1º agosto 1994 (22 anni)   | 20    | 3    | Sassuolo   |
| 8  | C    | Alberto Grassi        | 7 marzo 1995 (22 anni)     | 10    | 0    | Atalanta   |
| 9  | A    | Alberto Cerri         | 16 aprile 1996 (21 anni)   | 12    | 2    | Pescara    |
| 10 | A    | Federico Bernardeschi | 16 febbraio 1994 (23 anni) | 12    | 3    | Fiorentina |
| 11 | A    | Andrea Petagna        | 30 giugno 1995 (21 anni)   | 3     | 0    | Atalanta   |
| 12 | D    | Andrea Conti          | 2 marzo 1994 (23 anni)     | 14    | 1    | Atalanta   |
| 13 | D    | Mattia Caldara        | 5 aprile 1994 (23 anni)    | 9     | 0    | Atalanta   |
| 14 | D    | Davide Biraschi       | 2 luglio 1994 (22 anni)    | 5     | 0    | Genoa      |
| 15 | C    | Marco Benassi         | 8 settembre 1994 (22 anni) | 24    | 6    | Torino     |
| 16 | A    | Luca Garritano        | 11 febbraio 1994 (23 anni) | 11    | 0    | Cesena     |
| 17 | P    | Alessio Cragno        | 28 giugno 1994 (22 anni)   | 12    | -2   | Benevento  |
| 18 | C    | Roberto Gagliardini   | 7 aprile 1994 (23 anni)    | 2     | 0    | Inter      |
| 19 | P    | Simone Scuffet        | 31 maggio 1996 (21 anni)   | 2     | -2   | Udinese    |
| 20 | A    | Federico Chiesa       | 25 ottobre 1997 (19 anni)  | 2     | 0    | Fiorentina |
| 21 | C    | Manuel Locatelli      | 8 gennaio 1998 (19 anni)   | 2     | 0    | Milan      |
| 22 | D    | Alex Ferrari          | 1º luglio 1994 (22 anni)   | 6     | 0    | Verona     |
| 23 | D    | Giuseppe Pezzella     | 29 novembre 1997 (19 anni) | 0     | 0    | Palermo    |